# Lucihormetica seabrai
Lucihormetica seabrai es una especie de insecto blatodeo de la familia Blaberidae, subfamilia Blaberinae.

## Distribución geográfica
Se pueden encontrar en Brasil.

## Sinónimo
- Hormetica seabrai Rocha e Silva, 1987.